# Зелёная колючая акула
Зелёная колючая акула, или карибский этмоптерус (лат. Etmopterus virens) — вид рода чёрных колючих акул семейства Etmopteridae отряда катранообразных. Распространён в западно-центральной части Атлантического океана на глубине свыше 350 м. Максимальный зарегистрированный размер 26 см. Тело стройное, вытянутое, тёмно-коричневого или серого цвета, брюхо чёрное. У основания обоих спинных плавников имеются шипы. Анальный плавник отсутствует. Эти акулы размножаются яйцеживорождением. Вероятно, эти акулы держатся стаями и массово нападают на кальмаров и осьминогов, которые превосходят их по размеру. Коммерческой ценности не представляют.

## Таксономия
Впервые вид был описан в 1953 году. Голотип — самец длиной 20,3 см, пойманный на глубине 403 м в Мексиканском заливе. Видовой эпитет происходит от слова лат. virere — «зелёный».

## Ареал
Зелёные колючие акулы обитают в центрально-западной части Атлантического океана в Мексиканском заливе от Техаса до Флориды и Кубы, а также у побережья полуострова Юкатан. В Карибском море эти акулы распространены у берегов Гондураса и Никарагуа, а также от Панамы до Венесуэлы и, вероятно, Бразилии. Они встречаются у дна в верхней части континентального склона на глубинах от 196 до 915 м, но в основном попадаются глубже 350 м.

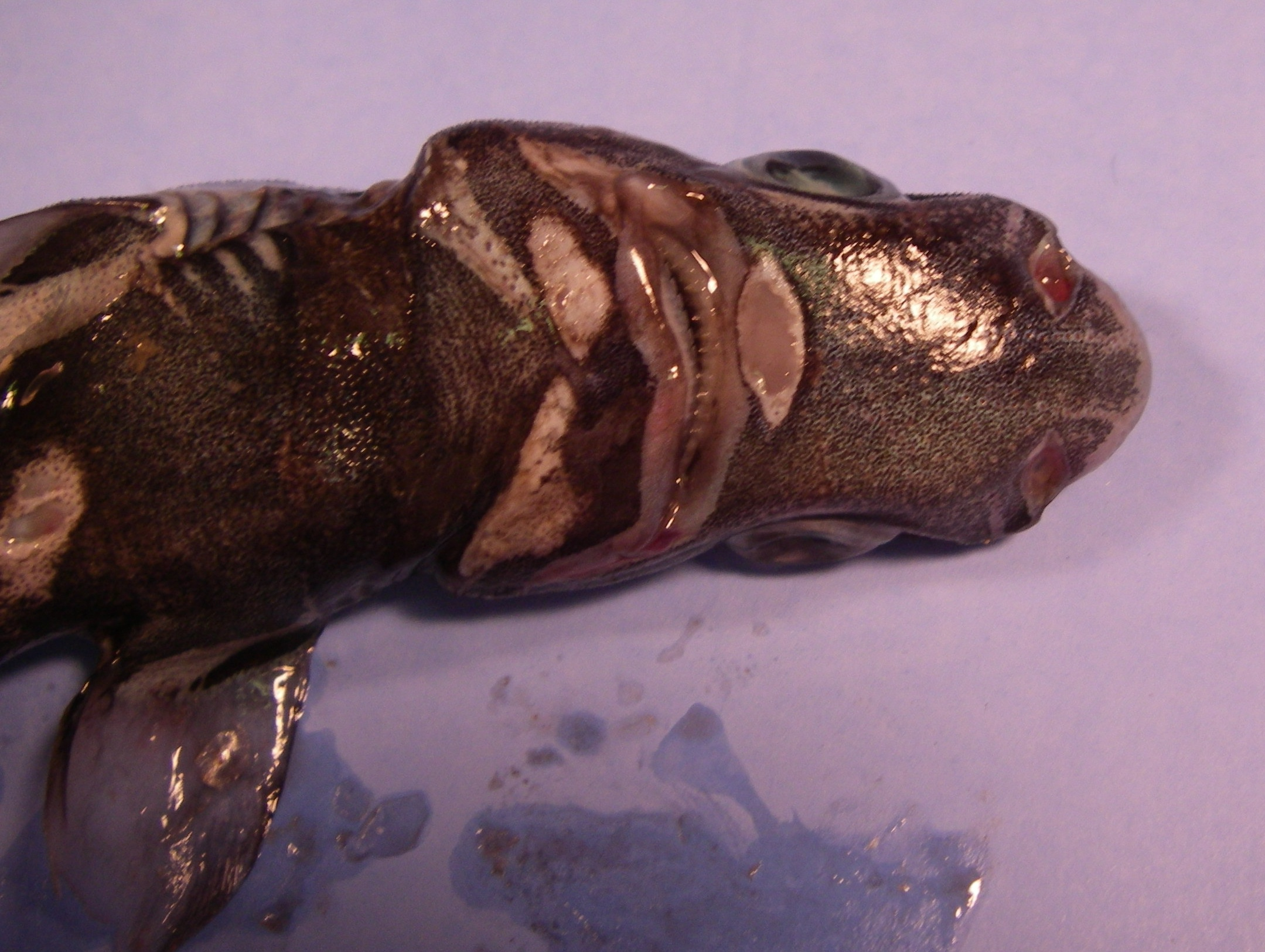
Чёрные отметины на вентральной стороне акулы несут фотофоры, излучающие свет.

## Описание
Максимальный зарегистрированный размер составляет 26 см. Тело довольно стройное, вытянутое, с длинным хвостом. Расстояние от начала основания брюшных плавников до вертикали, проведённой через основание нижней лопасти хвостового плавника, равно длине головы и дистанции между основаниями грудных и брюшных плавников и в 1,4 раза превышает дистанцию между спинными плавниками. У взрослых акул расстояние между основаниями грудных и брюшных плавников сравнительно велико и немного короче головы. Расстояние от кончика рыла до шипа у основания первого спинного плавника примерно равно расстоянию между эти шипом и основанием второго спинного плавника. Ширина головы равна расстоянию от кончика рыла до рта. Расстояние от кончика рыла до брызгалец примерно равно дистанции между брызгальцами и основанием грудных плавников. Жаберные щели короткие, по ширине сопоставимы с брызгальцами и составляют 1/3 или меньше длины глаза. Основание первого спинного плавника начинается на уровне воображаемой вертикальной линии, проведённой по внутреннему краю грудных плавников, оно расположено ближе к грудных, чем к брюшным плавникам. Расстояние между основанием второго спинного плавника и верхней лопастью хвостового плавника в 1,4 раза превышает дистанцию между спинными плавниками. Хвостовой плавник довольно длинный и равен по длине голове. Верхние зубы с тремя зубцами. Нижние зубы в форме лезвия имеют одно остриё и сцеплены между собой. На верхней и нижней челюстях имеется 29—34 и 24—32 зубных рядов
Крупные овальные глаза вытянуты по горизонтали. Позади глаз имеются крошечные брызгальца. Ноздри размещены на кончике рыла. У основания обоих спинных плавников расположены шипы. Второй спинной плавник и шип намного крупнее первых. Грудные плавники маленькие и закруглённые. Верхняя лопасть хвостового плавника удлинена. Кожа плотно и хаотично покрыта маленькими плакоидными чешуйками в форме коротких крючков. Нижние края плавников лишены чешуи. Окрас тёмно-коричневого или серо-чёрного цвета, брюхо и низ головы чёрные. Над и позади оснований брюшных плавников имеются широкие чёрные отметины отметины. Также имеются удлинённые отметины у основания хвостового плавника и на вдоль хвостового стебля. Эти отметины несут на себе излучающие свет фотофоры.

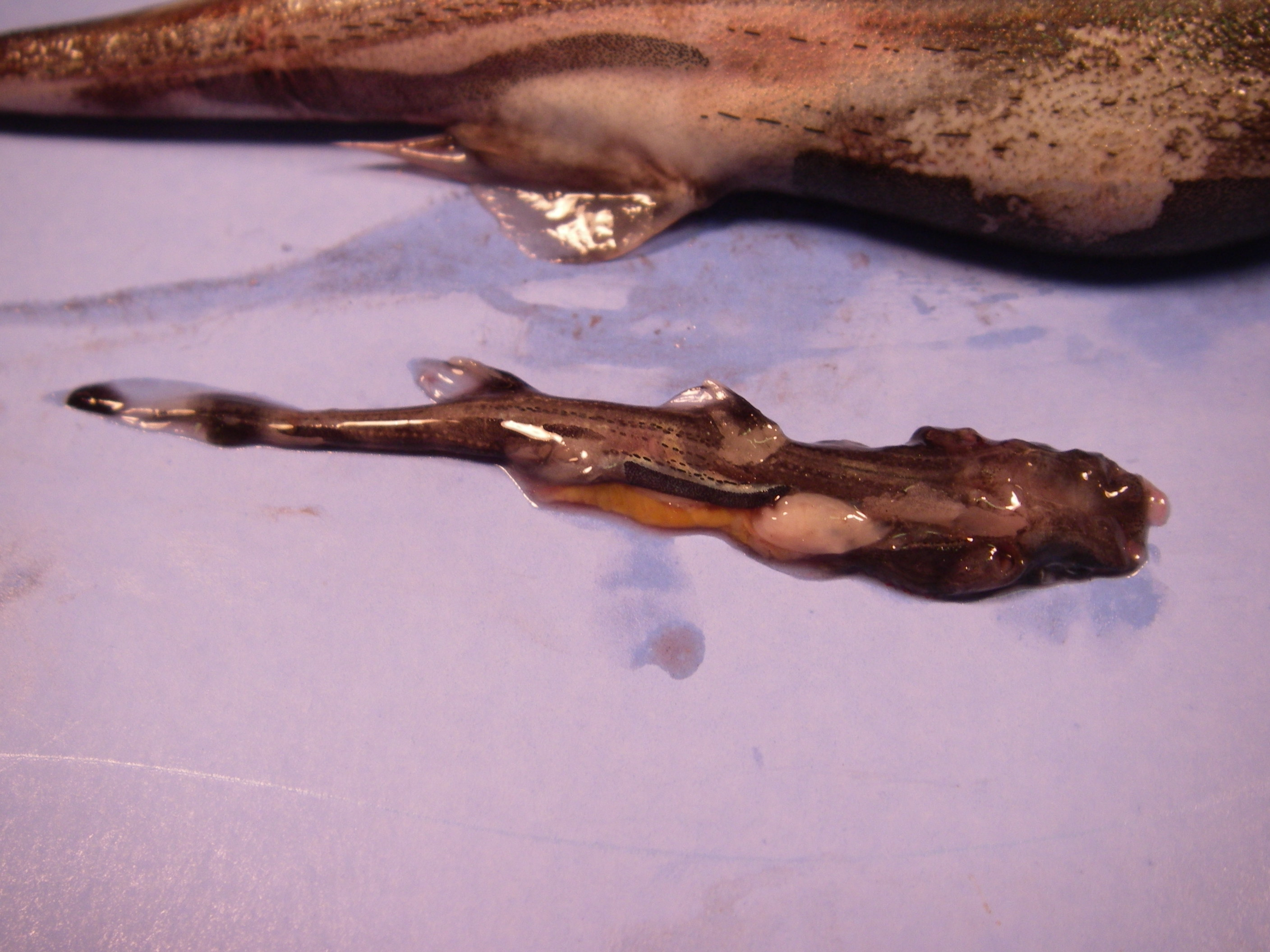
Новорожденный зелёной колючей акулы рядом с взрослой особью.

## Биология
Расположенные на брюхе и нижней стороне головы фотофоры, испуская свет могут маскировать силуэт акулы от потенциальных хищников. Подобно прочим акулам, обладающим свойством биолюминесценции, у на шишковидной железе зелёных колючих акул имеется жёлтое пятно, которое функционирует как «окошко», позволяющее определить уровень освещённости окружающей среды.. В качестве прилова эти акулы попадаются нерегулярно, но в больших количествах, это позволяет предположить, что они путешествуют стаями. В таком случае фотофоры позволяют членам стаи держать в поле зрения и координировать свои действия с сородичами.
Зелёные колючие акулы охотятся в основном на кальмаров и осьминогов. Часто у них в желудках находят глаза и клювы головоногих таких размеров, что акулам пришлось бы сильно растянуть челюсти, чтобы их проглотить. Неизвестно, как таким крошечным акулам удаётся поймать и одолеть столь крупную для них жертву. Стюарт Спрингер выдвинул гипотезу, что эти акулы атакуют стаями, как бы роясь вокруг осьминога и кальмара и откусывая их плоть по кусочку. Подобно прочим чёрным колючим акулам зелёные колючие акулы размножаются яйцеживорождением. В помёте от одного до трёх новорожденных длиной около 9 см. Самцы и самки достигают половой зрелости при длине 18,3—23,6 и 22—22,7 см соответственно.

## Взаимодействие с человеком
Вид не имеет коммерческой ценности. В качестве прилова зелёные колючие акулы часто попадаются при коммерческом промысле. Международный союз охраны природы присвоил этому виду статус сохранности «Вызывающий наименьшие опасения».